# Coup! la cafe
coup! la cafe（クラカフェ）は、鳥取県中部の広域連合である鳥取中部ふるさと広域連合が2010年に開設したアンテナショップである。当初、管理運営を倉吉市に拠点を持つ任意団体「新産業共通基盤」に委託していたが、2012年4月より、新産業共通基盤が運営を自主継続している。店舗はパープルタウンの1階にある。
鳥取県中部エリア産を中心とした食品・加工品等約350品目を厳選した地産品ショップは、ギフト利用も多くなっており、地産品の付加価値を高める役割を果たしてきた。またオンラインショップも人気があり、WEB専用商品である鳥取の「旬の野菜セット」は首都圏を中心とした定期購入者が増加し続けており、地方の農業・野菜生産現場を勇気づける事例として注目されている。

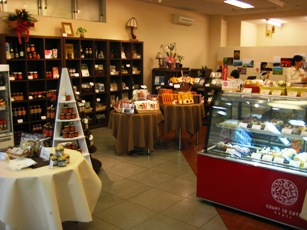
かわいらしい外観で、商品1つ1つが大切にディスプレイされている。（2010年11月）

## 沿革
- 2010年3月 - 鳥取中部ふるさと広域連合が、鳥取県中部圏域の6次産業化支援事業をスタート。
- 2010年5月
  - 倉吉市のJA直売所「満菜館」にて、初のモニタリングブースがオープン。
  - 地産品のモニタリング販売、消費者からのフィードバック、商品改良のサイクルが始動。
- 2010年8月 - 鳥取県中部圏域のJA直売所３館にて、モニタリングブースが増設。
- 2010年10月23日 - 上記のモニタリング旗艦店として、coup! la cafe（クラカフェ）をオープン。
- 2010年12月1日 - お歳暮等の地産品ギフト事業スタート。
- 2011年3月31日 - 取扱商品200品目を突破。
- 2011年3月31日 - coup! la cafe オンラインショップをオープン。
- 2011年6月1日 - オンラインショップにて、鳥取の旬の野菜セット販売開始。
- 2012年2月 - 大手デパートの春のプレゼントキャンペーンに鳥取の旬の野菜セットが採用。
- 2012年3月31日 - 鳥取中部ふるさと広域連合の委託期間終了、自主運営化へ。

## 店舗詳細
鳥取県中部エリア産中心の産品を約350種類扱っているほか、中部エリアの洋菓子店が月替りでケーキ等のスイーツを販売するコーナーが人気を博している。また店内において、地元のミネラルウォーターが無料で試飲できるウォーターサーバーが設置されているほか、試食コーナーも併設されており、店内で地産品を試食することが可能となっている。

## モニタリング機能
店内の試食コーナーでは、事前に登録した主婦層中心の在宅モニターが月に２回程度集まって、商品を試食し、意見を述べ合う「おしゃべりcafe」が開催されており、生産者・事業者等の商品提供者へ集計した意見をフィードバックするシステムがある。
また、オンラインショップではTwitter、Facebook等のソーシャルメディアを活用して消費者の声を収集するモニタリングシステムがあり、IT分野からも先進的な取組みとして注目を集めている。